# Rybák bělotemenný
Rybák bělotemenný (Sterna sumatrana) je středně velký druh rybáka z rodu Sterna, hnízdící na ostrovech Indického a západního Tichého oceánu.

## Popis
Rybák bělotemenný má mezi rybáky ojedinělé zbarvení: po celý rok je celý bílý (hřbet a křídla jsou velmi světle šedá) s černou maskou od oka k týlu; připomíná tak jiné druhy rybáků v prostém šatu. Nohy a zobák jsou černé. Mladí ptáci mají tmavé skvrny u špiček per hřbetu a křídelních krovek.

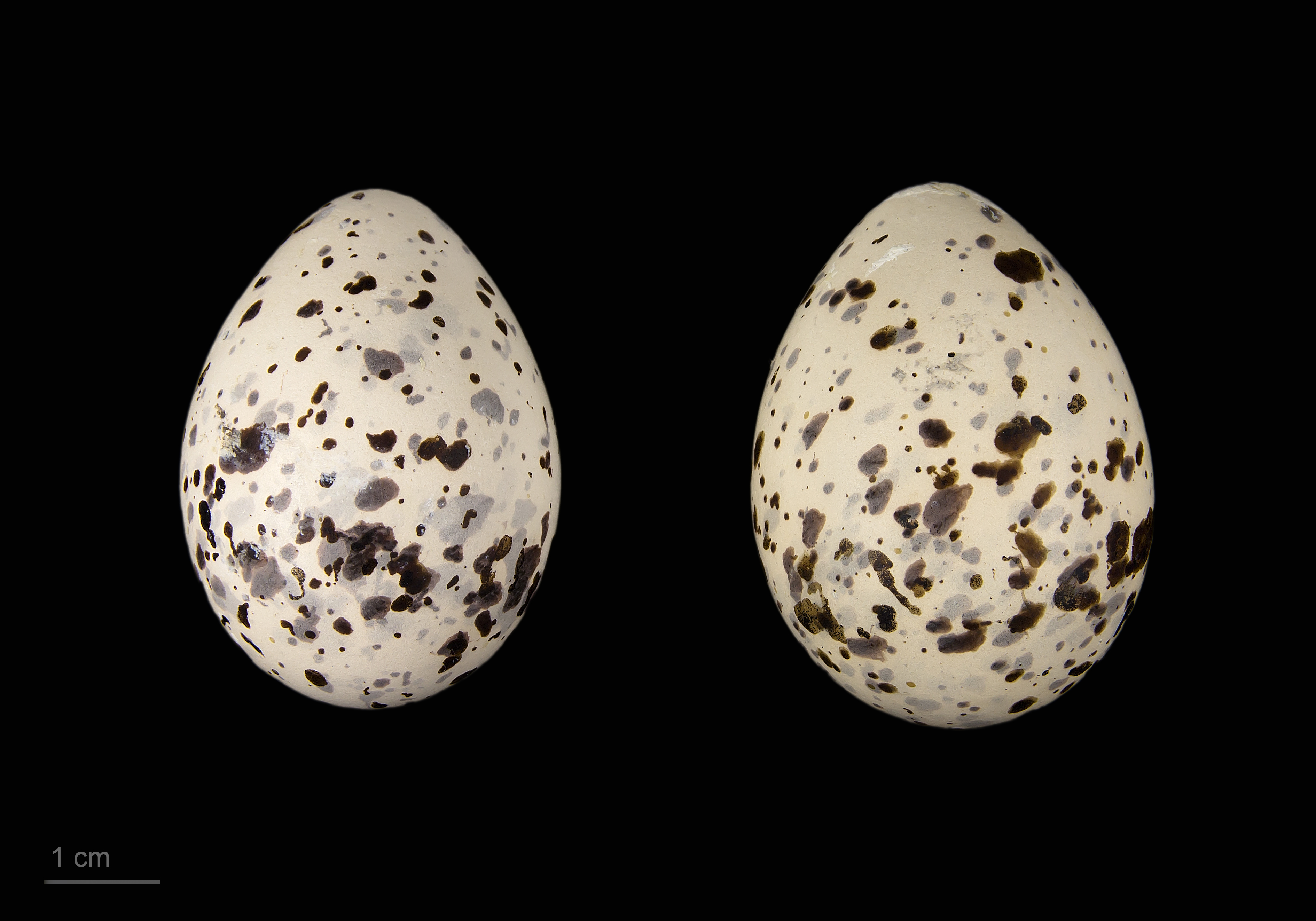
Sterna sumatrana

## Rozšíření
Hnízdí ve dvou poddruzích v tropickém Indickém a Tichém oceánu:
- S. s. mathewsi hnízdí od Madagaskaru a Seychelských ostrovů po ostrov Chagos
- S. s. sumatrana hnízdí na Andamanských ostrovech, v okolí Malajského poloostrova, severovýchodní Austrálie, jižní Číny, Filipín a dále na východ až po ostrov Samoa.

Stálý, zatoulaní ptáci byli zjištěni v Jihoafrické republice.